# Gríma Língua de Cobra
Gríma, conhecido como Língua de Cobra, é um personagem fictício na obra O Senhor dos Anéis de J. R. R. Tolkien. Ele atua como um antagonista secundário na trilogia, com seu papel expandido em Contos Inacabados [en]. É apresentado em As Duas Torres como o principal conselheiro do rei  Théoden de Rohan e servo de Saruman.
Para alguns psicólogos, Língua de Cobra representa o arquétipo do bajulador [en]. Estudiosos de Tolkien observam que o personagem foi inspirado em Unferth [en], figura ambígua do poema épico Beowulf. Gríma é presunçoso, comportando-se como se já governasse Rohan, e personifica a lascívia, como corretamente percebido por Gandalf; ele almeja riquezas e deseja tomar Éowyn como sua esposa.
O nome Gríma deriva do inglês antigo ou do islandês, significando "máscara", "capacete" ou "espectro".

## Aparições

### As Duas Torres
Gríma, filho de Gálmód, inicialmente é um servo leal, mas alia-se ao traidor Saruman e, a partir de então, trabalha para enfraquecer o rei Théoden de Rohan e seu reino por meio de mentiras e manipulações, na posição de conselheiro-chefe.
Tolkien o descreve como uma figura envelhecida, com um rosto pálido e sábio, olhos de pálpebras pesadas e uma "língua pálida e longa". Gríma é amplamente desprezado em Edoras; todos, exceto Théoden, o chamam de "Língua de Cobra". No inglês antigo, wyrm significa "serpente, cobra, dragão", e Gandalf frequentemente o compara a uma cobra:
| “ | Os sábios falam apenas do que sabem, Gríma, filho de Gálmód. Tornaste-te um verme tolo. Portanto, cala-te e guarda tua língua bifurcada atrás dos dentes. Não atravessei fogo e morte para trocar palavras tortuosas com um servo até que o raio caia. | ” |

| “ | Veja, Théoden, aqui está uma cobra! Matá-la seria justo. Mas nem sempre foi assim. Outrora, era um homem e te serviu à sua maneira. | ” |

Saruman prometeu a Gríma Éowyn, sobrinha do rei, como recompensa por seus serviços. Seu irmão Éomer o acusa de "observá-la sob suas pálpebras e perseguir seus passos". Seus planos são frustrados quando Gandalf, o Branco, e seus companheiros chegam a Edoras e convencem o rei de que ele não é tão fraco quanto seu conselheiro o fazia parecer. Após a restauração de Théoden, encontram "muitas coisas que os homens haviam perdido" trancadas no baú de Gríma, incluindo a espada do rei, Herugrim. Théoden decide partir para a batalha nos Vaus do Isen e dá a Gríma uma escolha: provar sua lealdade lutando ao lado do rei ou partir para o exílio. Escolhendo o exílio, ele vai para Saruman em Orthanc. Após o confronto entre Saruman e Gandalf, Gríma, por engano, joga o  palantír de Orthanc nos homens de Rohan que acompanham Gandalf, ou possivelmente em Saruman, permitindo que Pippin Took [en] o capture.

### O Retorno do Rei
Gríma acompanha Saruman ao Condado, onde Saruman busca vingança por sua derrota em Orthanc, impondo uma tirania mesquinha sobre os Hobbits. Durante esse período, Saruman abrevia o apelido de Gríma para "Verme" para humilhá-lo. Quando Saruman é derrubado por uma rebelião dos hobbits e ordenado a deixar o Condado, Frodo Bolseiro implora a Gríma que não o siga, oferecendo-lhe comida, abrigo e perdão. Saruman, no entanto, revela aos hobbits que Gríma assassinou, e possivelmente devorou, Lotho Sacola-Bolseiro, parente de Frodo. Em resposta, Gríma corta a garganta de Saruman e é morto por arqueiros hobbits.

### Contos Inacabados
Gríma desempenha um papel importante na história pregressa de O Senhor dos Anéis, antes de sua primeira aparição em As Duas Torres. Em Contos Inacabados, Tolkien relata que Gríma é capturado pelos Nazgûl nos campos dos Rohirrim, enquanto seguia para Isengard para informar Saruman da chegada de Gandalf a Edoras. Ele revela aos Nazgûl o que sabe dos planos de Saruman, especialmente seu interesse pelo Condado e sua localização. Gríma é libertado, e os Nazgûl partem imediatamente para o Condado. Em outra versão do mesmo capítulo, esse papel é atribuído ao "sulista de olhos vesgos" que os hobbits encontram em Bree. Tolkien também sugere que Gríma pode ter dado a Théoden "venenos sutis" que aceleraram seu envelhecimento.

## Análise
Para os psicólogos Deborah e Mark Parker, Língua de Cobra representa o arquétipo do bajulador, mentiroso e manipulador.
Estudiosos de Tolkien observam que a interação de Língua de Cobra com Gandalf em Meduseld tem um paralelo no poema épico Beowulf: a narrativa é baseada nas interações do herói Beowulf com Unferth, porta-voz ambíguo do rei Hrothgar em Heorot [en]. Unferth é desacreditado por Beowulf, assim como Língua de Cobra é por Gandalf.
O crítico Charles W. Nelson descreve a atitude de Língua de Cobra como um exemplo de presunção, comportando-se "como se já estivesse no trono" de Rohan. Nelson cita Richard Purtill, que sugere que Tolkien incorpora intencionalmente os sete pecados capitais em seus personagens. Ele referencia uma carta de Tolkien: "o incentivo a boas morais neste mundo real, pelo antigo artifício de exemplificá-las em encarnações não familiares, que podem tender a 'torná-las mais próximas'." Os anães exemplificam a ganância, os homens o orgulho, os elfos a inveja, os Ents a preguiça, os Hobbits a gula, os Orcs a ira e Língua de Cobra a luxúria. Essa luxúria é corretamente percebida por Gandalf: Gríma almeja uma grande parte do tesouro de Meduseld e a mão de Éowyn em casamento, "sobre quem Gríma lançava olhares lascivos", conforme as palavras de Éomer, que afirma que Gríma "perseguia seus passos".
Colleen Donnelly observa que Língua de Cobra e Gollum são personagens distorcidos, ambos desleais a seus mestres. Donnelly destaca que ambos são "consumidos pelo desejo", mas, enquanto Língua de Cobra é irredimivelmente traiçoeiro contra seu senhor, o rei Théoden, Gollum permanece aberto à bondade e pode intencionar um serviço honesto. Ambos, no entanto, realizam atos benéficos de forma não intencional: Língua de Cobra corta a garganta de Saruman, ajudando a acabar com o mal causado ao Condado; já Gollum, desesperado para recuperar o Um Anel, arranca-o do dedo de Frodo Bolseiro e cai com ele nas chamas do Monte da Perdição, destruindo o Anel e encerrando o reinado maligno de Sauron.

## Representações em adaptações
Na adaptação animada de 1978 de O Senhor dos Anéis, dirigida por Ralph Bakshi, Gríma Língua de Cobra foi dublado por Michael Deacon [en].
Na trilogia cinematográfica de O Senhor dos Anéis, dirigida por Peter Jackson, Gríma foi interpretado por Brad Dourif, descrito pelo jornal The Guardian como uma "presença inquietante" e pelo The Independent como um "ajudante servil que incita seu mestre a atos de crescente depravação". Segundo Dourif, Jackson o incentivou a raspar as sobrancelhas para que o público tivesse uma reação subliminar de desconforto com o personagem.
O episódio "O Expurgo do Condado", com as mortes de Saruman e Gríma, não aparece na versão cinematográfica; as mortes foram transferidas para uma cena anterior, "A Voz de Saruman". A cena cortada pode ser encontrada na Edição Estendida em DVD de O Senhor dos Anéis: O Retorno do Rei.

### J. R. R. Tolkien
1. 1 2 3 4 5 6  (Tolkien 1954, livro 3, cap. 6 "O Rei do Palácio Dourado")
2. ↑  (Tolkien 1954, livro 3, cap. 10 "A Voz de Saruman")
3. ↑  (Tolkien 1955, livro 6, cap. 7 "O Expurgo do Condado")
4. ↑  (Tolkien 1980, parte 3, cap. 4 "A Caçada ao Anel")
5. ↑  (Tolkien 1980, parte 3, cap. 5 "As Batalhas dos Vaus do Isen")

- Tolkien, J. R. R. (1954). The Lord of the Rings: The Two Towers [O Senhor dos Anéis: As Duas Torres]. Boston: Houghton Mifflin. OCLC 1042159111
- Tolkien, J. R. R. (1955). The Lord of the Rings: The Return of the King [O Senhor dos Anéis: O Retorno do Rei]. Boston: Houghton Mifflin. OCLC 519647821
- Tolkien, J. R. R. (1980).  Tolkien, Christopher, ed. Unfinished Tales [Contos Inacabados]. Boston: Houghton Mifflin. ISBN 978-0-395-29917-3